# Laguna de Duero
Laguna de Duero település Spanyolországban, Valladolid tartományban. Laguna de Duero Valladolid, Cistérniga, Tudela de Duero és Boecillo községekkel határos. Lakosainak száma 22 907 fő (2024).

## Népesség
A település népessége az utóbbi években az alábbiak szerint változott:
| Lakosok száma | 17 811 | 20 396 | 21 214 | 21 762 | 22 334 | 22 601 | 22 691 | 22 725 | 22 642 | 22 907 |
|               | 2001   | 2004   | 2007   | 2009   | 2011   | 2015   | 2017   | 2019   | 2022   | 2024   |